# Voldgården
Voldgården er en gade beliggende på Christianshavn i København, som strækker sig mellem Ved Kanalen og Langebrogade.

## Historie og Oprindelse
Voldgården blev opført i 1934 og rummer flere lejligheder og bygninger, b.la. bygningen Voldgården. Oprindeligt blev området omkring Voldgården kendt som Engelskmandens Plads, opkaldt efter den engelske skibsbygger Peter Appleby. Det var tidligere hjemsted for flere virksomheder, herunder en del af Burmeister & Wains skibsværft.